# Grégoire Cheneau
Pour les articles homonymes, voir Cheneau.
Grégoire Cheneau est un photographe français né en 1966, à Paris.

## Expositions personnelles et collectives
- Arbres et broussailles, Galerie Bruno Delarue, Paris, 2005.
- Faces, Espace Commines, Paris, 2003.
- Flash, Galerie La Hune-Brenner, Paris, 2002.
- Têtes, Torses, Espace Commines, Paris, 1999.
- Rencontres d'Arles, Arles, 1996.
- Musée de la Publicité, 1995.